# Exomis atriplicoides
Exomis atriplicoides är en amarantväxtart som beskrevs av Horace Bénédict Alfred Moquin-Tandon. Exomis atriplicoides ingår i släktet Exomis och familjen amarantväxter. Inga underarter finns listade i Catalogue of Life.